# ジョージ・クライマー (政治家)

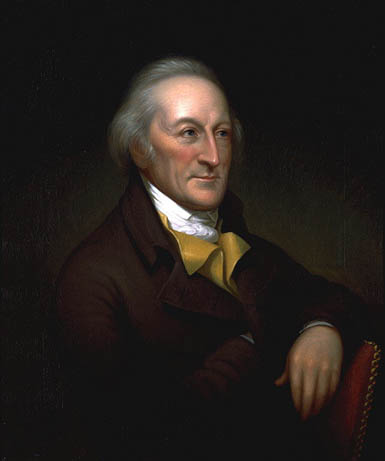
ジョージ・クライマー

ジョージ・クライマー（George Clymer, 1739年3月16日 - 1813年1月23日）は、アメリカ合衆国の政治家、アメリカ合衆国建国の父の1人。イギリスからの完全なる独立を主張し、ペンシルベニア州の代表としてアメリカ独立宣言に署名を行った。また大陸会議に参加し、合衆国の行政府にその生涯を捧げた。

## 生涯

### 青年期
1739年、ジョージ・クライマーはフィラデルフィアで生まれた。父親のクリストファー・クライマー (Christopher Clymer) はイングランドのブリストル出身の家柄の子孫であり、アメリカへの移住後にフィラデルフィアで知り合ったデボラ・フィッツウォーター (Deborah Fitzwater) と結婚した。だが母親のデボラ・フィッツウォーターは1740年に、父親のクリストファー・クライマーは1746年に死亡したため、ジョージ・クライマーは7歳で孤児となった。ジョージ・クライマーは叔母のハンマー・コールマンと、その夫のウィリアム・コールマン (William Coleman) の元へと引き取られた。
コールマンはフィラデルフィアで指折りの商人であり、クライマーはコールマンの庇護の下に育てられた。クライマーはコールマンから哲学や文学を教わり、またコールマンの所有する図書館で読書の面白さを学んだ。そして1758年にペンシルベニア大学を卒業すると、コールマンの商社で会計事務の職に就いた。だがクライマーは商業の世界にあまり順応できず、文学や科学に大きな関心を寄せた。同年にはコールマンが死去し、クライマーはコールマンの会社と遺産を継承した。

### 貿易事業の展開
1759年、クライマーはロバート・リッチー (Robert Ritchie) 、リース・メレディス (Reese Meredith) 、そしてリース・メレディスの息子のサミュエル・メレディス (Samuel Meredith) と共同で資金を出し合い、貿易商社「メレディス・アンド・クライマー」を設立した。メレディス・アンド・クライマー社は順調に売り上げを伸ばし、間もなくペンシルベニア最大の商社に成長した。その後1765年、クライマーはリース・メレディスの娘のエリザベス・メレディス (Elizabeth Meredith) と結婚した。またこの頃、クライマーはメレディス一家の仲介でジョージ・ワシントンら後の政治指導者たちと知り合った。
クライマーは複数の貿易事業への参画を企図し、長年に渡って商取引を続けたが、過剰な事業展開は望まなかった。クライマーは事業経営の傍らで読書に多くの時間を割き、明晰で創見な富んだ知性を発揮した。学問的職業に就くことはなかったが、法律や歴史、政治の分野に精通していた。

### 政治への参加
クライマーは若い頃より共和主義者であり、また熱烈な愛国主義者でもあった。クライマーはイギリス政府による租税政策や貿易規制に関心を持ち、徐々に政治に関与するようになった。1773年にはペンシルベニア愛国者委員会を統括し、イギリスで新たに制定された茶法に抗議の意思を示した。クライマーはイギリス本国の議会から指名を受けた荷受人に対して辞任を要求し、海外から輸入された茶をフィラデルフィアで販売することを拒否した。またクライマーはペンシルベニア安全協議会の一員としても活動し、植民地からの完全な独立と、立法府の新設を唱導した。
1775年、クライマーはペンシルベニア州から大陸会議の一員として選出され、財政管理に関する知識で高い評価を受けた。そしてクライマーは独立戦争の資金調達を監督するために大陸会議からマイケル・ヒレガスとともに初代財務官として指名を受けた、クライマーは大陸会議によって発行された紙幣を、自身が所有する金、銀などの貴金属や英ポンドと交換し、新政府に対する信頼を示した。そして翌1776年にはアメリカ独立宣言への署名を任された。
1776年12月、議会はイギリス軍がフィラデルフィアに向かって進んでいることを受け、アメリカ合衆国の首都機能をフィラデルフィアからメリーランド州ボルチモアへ移転した。だがフィラデルフィアにおいて商取引に関する委員会を設立する準備を進めていたクライマーは、ロバート・モリスやジョージ・ウォルトンらとともにフィラデルフィアに残った。
1777年、クライマーは再び大陸会議のメンバーに選出された。この会期中、クライマーの職務は非常に努力を要するものであり、健康的理由により1期限りで辞任することを余儀なくされた。この年、クライマーの一家はフィラデルフィア西方40キロメートルのチェスター郡に暮らしていたが、イギリス兵による攻撃を受け、家財道具のほとんどを壊された。また大量に貯蔵してあった酒類も略奪に遭った。クライマーの一家は避難し、被害を逃れた。
1813年、クライマーはニュージャージー州モリスヴィルで死去した。クライマーの遺体はニュージャージー州トレントンのフレンズ墓地に埋葬された。